# Яке воно, море?
«Яке воно, море?» — радянський художній фільм 1964 року за мотивами повісті Миколи Дубова «Хлопчик біля моря». Перша спільна робота в кіно Василя Шукшина і Лідії Федосєєвої.

## Сюжет
Шестирічний Сашко вперше вирушає з рибальською артіллю під час путини в море. Там юний морячок на очах команди дорослішає, і рибалки визнають його своїм.

## У ролях
- Андрій Бухаров —  Сашко
- Тетяна Антипіна —  Ануся
- Микола Крючков —  Іван Данилович, голова рибальської артілі
- Василь Шукшин —  Жорка, матрос
- Лідія Федосєєва —  Настя, мама Сашка
- Віллор Кузнецов —  Федір, тато Сашка
- Вадим Захарченко —  Гнат
- Іван Жеваго —  Гладкий, голова колгоспу
- Станіслав Любшин —  Євген, звіздар
- Світлана Дружиніна —  Людмила, мама Анусі

## Знімальна група
- Режисер: Едуард Бочаров
- Автор сценарію: Микола Дубов
- Оператор: Ігор Шатров
- Художник-постановник: Ігор Бахметьєв
- Композитор: Андрій Ешпай
- Звукорежисер: Микола Озорнов
- Художник по костюмах:  Олександр Вагічев
- Монтаж: Галина Шатрова
- Директор: Борис Краковський